# دانشگاه عثمانیه
دانشگاه عثمانیه (انگلیسی: Osmania University) یک دانشگاه دولتی است که در حیدرآباد هند واقع شده‌است. این دانشگاه در سال ۱۹۱۸ با کمک معمار اصلی محبوب علی خان - نواب سرور جانگ ساخته شد.
این دانشگاه توسط نظام حیدرآباد میر عثمان علی خان ساخته و به نامش نامگذاری شده‌است. این دانشگاه سومین دانشگاه قدیمی در جنوب هند است.